# Waza

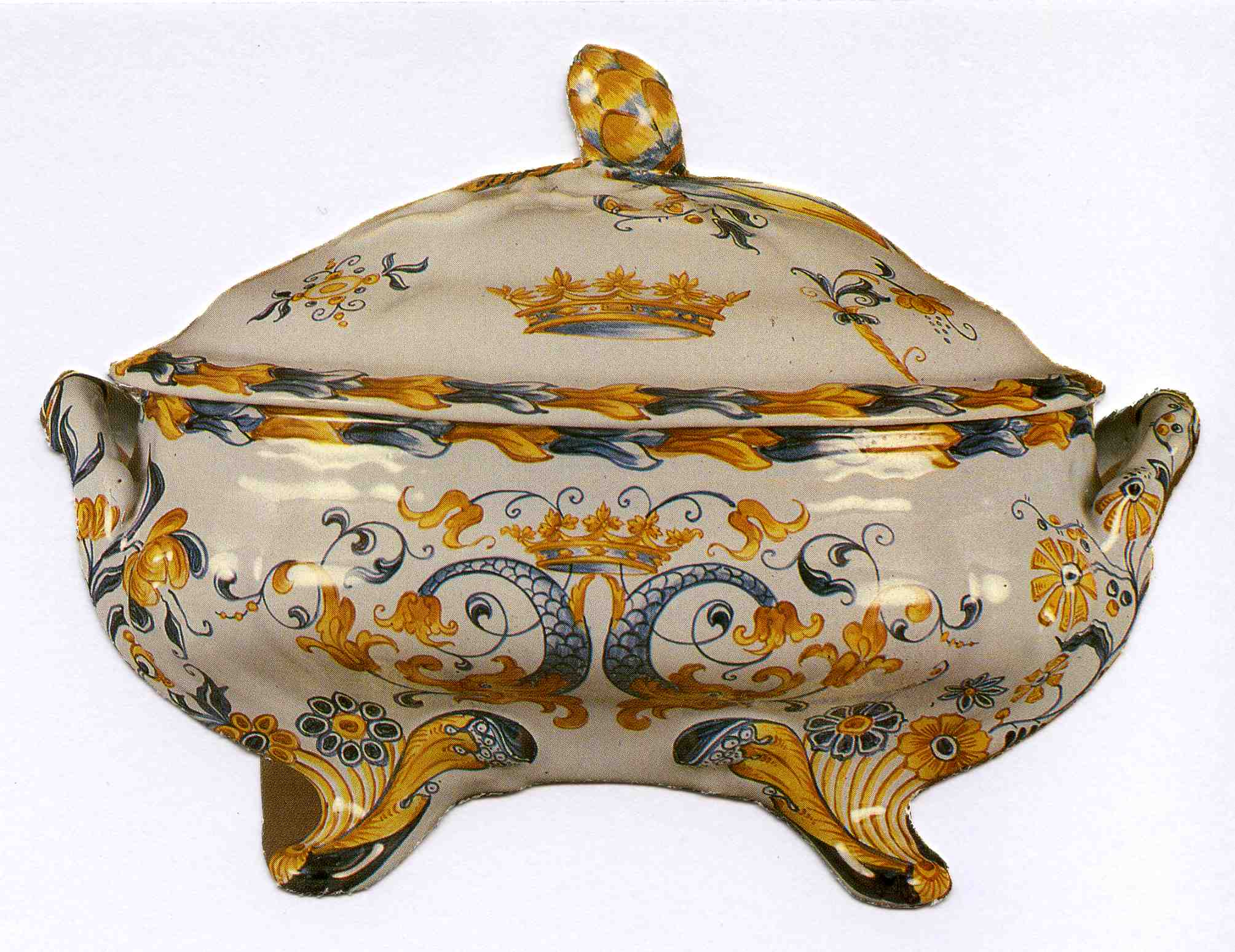
Waza z końca XIX wieku

Waza – duże, szerokie i głębokie ceramiczne naczynie, przeważnie z dwoma uchwytami i przykrywką, służące do podawania zup. Wazy wykonywane są przede wszystkim z porcelany lub fajansu.